# 真燕鳐
真燕鳐（学名：Prognichthys agoo）为飞鱼科真燕鳐属的鱼类。分布于朝鲜、日本以及东海和黄渤海等。该物种的模式产地在长崎。